# Oretta
Oretta är en ort (CDP) i Beauregard Parish i Louisiana. Vid 2010 års folkräkning hade Oretta 418 invånare.